# فلورنسا كول تالبرت
فلورنسا كول تالبرت (بالإنجليزية: Florence Cole Talbert)‏ هي مغنية أوبرا ومغنية أمريكية، ولدت في 17 يونيو 1890 في ديترويت في الولايات المتحدة، وتوفيت في 3 أبريل 1961 في ممفيس في الولايات المتحدة.